# Calvin Marlin
Calvin Donovan Marlin (* 20. April 1976 in Port Elizabeth) ist ein südafrikanischer Fußballtorwart.

## Leben
Marlin begann seine Karriere bei Ajax Cape Town, für die er bis 2003 im Tor stand. Anschließend ging er zum Ligakonkurrenten Supersport United. 2006 unterschrieb er bei den Mamelodi Sundowns einen Zwei-Jahres-Vertrag.
Marlin ist südafrikanischer Nationalspieler. Seit 2002 stand er 16 Mal im Tor der Landesauswahl. Er stand als dritter Torhüter bei der Weltmeisterschaft 2002 im Kader. Beim Africa Cup 2006 war er Stammtorhüter, musste sich mit der Auswahl jedoch nach der Vorrunde ohne Punkt- und Torerfolg verabschieden.
| Personendaten    | Personendaten                               |
| ---------------- | ------------------------------------------- |
| NAME             | Marlin, Calvin                              |
| ALTERNATIVNAMEN  | Marlin, Calvin Donovan (vollständiger Name) |
| KURZBESCHREIBUNG | südafrikanischer Fußballtorwart             |
| GEBURTSDATUM     | 20. April 1976                              |
| GEBURTSORT       | Port Elizabeth                              |